# Libythea rubescens
Libythea rubescens är en fjärilsart som beskrevs av Ruggero Verity 1950. Libythea rubescens ingår i släktet Libythea och familjen praktfjärilar. Inga underarter finns listade i Catalogue of Life.